# Папирус Ани
Папирус Ани — древнеегипетский иллюстрированный свиток Книги мёртвых, созданный около 1250 года до н. э. (XIX династия) для фиванского писца Ани. Подобные сборники гимнов и религиозных текстов помещались с умершим, чтобы помочь ему преодолеть препятствия в загробном мире и достигнуть благодатных полей Иалу. Выставлен в экспозиции Британского музея под инвентарным номером EA10470,3.

## Описание
Египтологи сходятся во мнении, что свиток составлялся тремя разными писцами из одной художественной школы Дейр эль-Медины. Имя Ани появляется рядом с пробелом, что говорит о покупке папируса, изготавливавшегося изначально для другого заказчика. Свиток склеен из трёх слоёв папируса, разделён на 6 секций по 1,5-8 м длиной каждая. Текст занимает 23,6 м. Был скручен в рулон и закреплён широкой полоской папируса.
В 1888 году британский египтолог Уоллис Бадж выкрал папирус у египетского правительства и передал Британскому музею, что он сам описал в своём двухтомнике «По Нилу и Тигру» (англ. By Nile and Tigris). Перед отправкой манускрипта в Великобританию Бадж разрезал 78-метровый свиток на 37 частей практически равного размера. В 1895 году он опубликовал первый перевод текстов папируса Ани.
Папирус Ани является прекрасным примером хорошо сохранившейся версии «Книги мёртвых», благодаря которому возможно её подробное изучение.

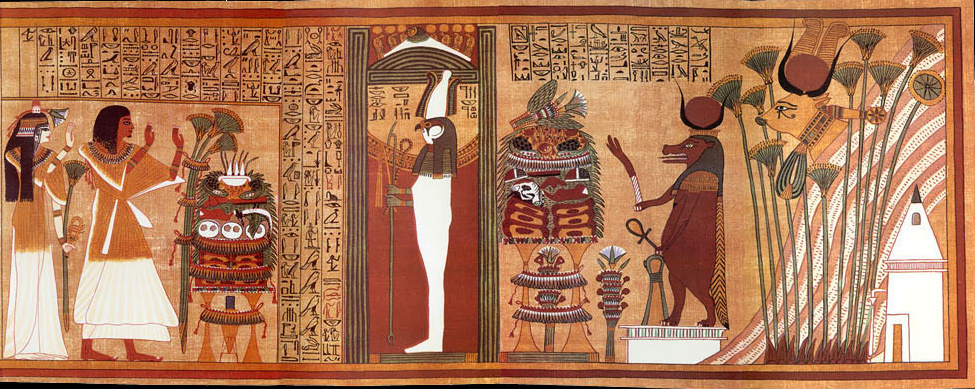
Финальная сцена из папируса Ани

## Ани
В текстах Ани называется «Правдивый писец, кто описывает подношения богам», «Конюший господ Абидоса и писец подношений божественного владыки Фив» и «Возлюбленный владыки Севера и Юга». Ани был писцом среднего звена.
Жена Туту «супруга бога Амона», то есть жрица изображена с систром в руке, широком воротнике усех. Семья Туту была высокопоставленной. Учитывая крайнюю дороговизну такого свитка — большинство египтян могли позволить себе лишь фрагмент из «Книги мёртвых» без рисунков, можно с уверенностью судить о социальном положении и богатствах Ани.

## Текст
На первый взгляд папирус Ани изобилует рисунками, а не текстом, но все эти изображения не менее информативны. В папирусе расписано подробное руководство для Ка покойного, следующего в Дуат, где нужно преодолеть препятствия к залу суда Осириса.
Из папируса Ани известны принципы Маат. Во время взвешивания сердца на суде Осириса умерший произносил «исповедь отрицания», обращаясь к 42 богам, перечисленным в папирусе Небсени (Британский музей № 9900).
Исповедь отрицания из папируса Ани:

1. Я не совершал греха.
2. Я не занимался вооружённым разбоем.
3. Я не воровал.
4. Я не убивал мужчин и женщин.
5. Я не крал зерно.
6. Я не похищал приношения.
7. Я не покушался на предметы богов.
8. Я не лгал.
9. Я не чревоугодничал.
10. Я не произносил проклятия.
11. Я не прелюбодействовал.
12. Я не заставлял других плакать.
13. Я не ел сердца [то есть я не огорчался понапрасну или не чувствовал угрызений совести].
14. Я не бросался в драку.
15. Я не прибегал к хитрости и уловкам.
16. Я не присваивал обрабатываемых земель.
17. Я не подслушивал украдкой.
18. Я не клеветал [на человека]
19. Я не сердился без причины.
20. Я не покушался на чужую жену.
21. Я не покушался на чужую жену (повторяет предыдущее признание, но обращено другому богу).
22. Я не был неряхой.
23. Я не изводил никого.
24. Я не преступал [закона].
25. Я не гневался.
26. Я не закрывал уши от слов правды.
27. Я не порицал.
28. Я не был жесток.
29. Я не сеял вражду (не возмущал спокойствие).
30. Я не действовал (не судил) поспешно.
31. Я не лез не в своё дело.
32. Я не говорил многозначно.
33. Я не опозорил никого и не чинил зла.
34. Я не колдовал против фараона (не хулил фараона).
35. Я не мешал [потокам] воды.
36. Я не поднимал голос (не говорил высокомерно, или в гневе).
37. Я не богохульствовал.
38. Я не поддавался слепой ярости.
39. Я не крал хлеб у богов.
40. Я не уносил пироги khenfu, оставляемые духам умерших.
41. Я не вырывал хлеб у ребёнка, и не относился с презрением к богу моего города.
42. Я не убивал крупный рогатый скот, отведённый богу.

## Спекуляции
Испанский публицист Логари Пужол в 2002 году высказал мнение, что якобы взятая из папируса Ани «молитва слепого» (по другой версии «молитва Эхнатона») является прообразом христианской молитвы «Отче наш». Неверность данного предположения подтвердили специалисты Британского музея:

Открытие, о котором вы упоминаете, не было сделано в Британском музее, и я никогда не слышал об этой молитве, якобы составленной Эхнатоном. Возможно, произошла путаница со стороны автора, так как он мог слышать о «Великом гимне Атену», который начерчен на гробнице Ай в Амарне. Перевод этого гимна вы можете прочесть в этой книге: William J Murnane, Texts from the Amarna Period in Egypt (Atlanta 1995), стр.112-116
Оригинальный текст (англ.)The discovery you mention was not made at the British Museum, and I have never heard of this prayer, allegedly composed by Akhenaten. Possibly there is some confusion, and the author has heard about Akhenaten's 'Great Hymn to the Aten', which was inscribed in the tomb of Ay at Amarna. A good translation of this can be found in: William J Murnane, Texts from the Amarna Period in Egypt (Atlanta 1995), 112-116. John H Taylor. Assistant Keeper (Curator). Department of Ancient Egypt and Sudan. The British Museum.